# El Sereno (Los Ángeles)
El Sereno es un barrio de Los Ángeles en la región del lado Este de Los Ángeles del condado de Los Ángeles, California.

## Geografía
El Sereno tiene 4,17 millas cuadradas (10,8 km²) y una población de 43.766 habitantes. Tiene una densidad de población de 9.826 personas por milla cuadrada, que es el promedio de la ciudad de Los Ángeles.
Las comunidades barrios son University Hills, Boyle Heights, Este de Los Ángeles, Lincoln Heights, Montecito Heights, Highland Park y las ciudades de Alhambra, Monterey Park y South Pasadena.
Áreas dentro de El Sereno:
- Hillside Village[1]

## Demografía
El Sereno es una comunidad predominantemente mexicanoamericana en Los Ángeles. En el año 2000, los mexicanos (67,0%) y los chinos (4,7%) eran las ascendencias más comunes. La edad promedio ese año fue 28 años, lo que resultó en una población joven, en comparación con la ciudad y el condado en general. El porcentaje de residentes de 10 años o menos se encontraba entre los más altos del condado. El tamaño promedio de un hogar de 3,5 personas era alto tanto para la ciudad como para el condado. El ingreso familiar medio del vecindario fue de $45,866 en dólares de 2008, lo que estuvo aproximadamente en el promedio de la ciudad de Los Ángeles.
Los datos del censo de los Estados Unidos de 2010 mostraron que la población era 79,6% hispana y 10,8% asiática. El ingreso familiar medio era de 47.359 dólares.

## Educación

### Perfil
Sólo el 9,4% de los residentes de 25 años o más tenían un título universitario de cuatro años, una cifra baja tanto para la ciudad como para el condado. Había un alto porcentaje de residentes de esa edad con menos de un diploma de escuela secundaria.

### Escuelas
Las escuelas preuniversitarias dentro de El Sereno son:

#### Escuelas secundarias públicas
- Anahuacalmecac, charter, 4736 Huntington Drive South
- Los Angeles County High School for the Arts, 5151 State University Drive
- Woodrow Wilson, 4500 Multnomah Street

#### Escuelas primarias públicas
- Academia Semillas del Pueblo, charter, 4736 Huntington Drive South
- Cesar Chavez, 5243 Oakland Street
- El Sereno, 3838 Rosemead Avenue
- Farmdale, 2660 Ruth Swiggett Drive
- Huntington Drive, 4435 Huntington Dr N
- Multnomah Street, 2101 North Indiana Avenue
- Sierra Park, 3170 Budau Avenue
- Sierra Vista Elementary, 4342 Alpha Street

#### Escuela primaria privada
- All Saints, 3420 Portola Avenue

#### Escuela media
- El Sereno, 2839 North Eastern Avenue

#### Universidad
- Universidad Estatal de California, Los Ángeles

## Servicios públicos
La Estación 16 del Departamento de Bomberos de Los Ángeles y la Estación 47 están dentro de la comunidad. La estación de bomberos y el edificio municipal fueron construidos en 1927 en la esquina noroeste de Rosemead Avenue y Huntington Drive. El vecindario es atendido por la División Hollenbeck del Departamento de Policía de Los Ángeles.
El Departamento de Servicios de Salud del Condado de Los Ángeles opera el Centro de Salud Central en el centro de Los Ángeles, que presta servicios a El Sereno.
Hay varios parques públicos de la ciudad ubicados dentro de El Sereno, incluido Ascot Hills Park, Guardia Park, y El Sereno Arroyo Playground.